# Trecastagni
Trecastagni es una localidad italiana de la provincia de Catania , región de Sicilia, con 10.068 habitantes.

Ubicación de la ciudad de Trecastagni dentro de la provincia de Catania.

## Evolución demográfica
| Gráfica de evolución demográfica de Trecastagni entre 1861 y 2001 |
|                                                                   |
| Fuente ISTAT - elaboración gráfica de Wikipedia                   |